# The Last Ranger
The Last Ranger é um filme de drama em curta-metragem sul-africano de 2024 dirigido por Cindy Lee e produzido por Darwin Shaw e Will Hawkes da Six Feet Films como o segundo filme de sua antologia internacional, When The World Stopped. O filme explora a caça furtiva de rinocerontes e os esforços de conservação na Reserva de Caça Amakhala, Cabo Oriental, África do Sul durante a pandemia. Baseado em eventos reais, a história foi trazida aos produtores por David S. Lee após testemunhar os resultados de um ataque de caça furtiva. O filme teve sua estreia no Festival Pan-Africano de Cinema em 7 de janeiro de 2024.
A Star Film Company produziu executivamente o filme na África do Sul com uma colaboração internacional de artistas. Isso ficou mais evidente em uma trilha sonora de John Powell que incorpora as vozes do Thanda Choir, bem como uma miríade de outros músicos.
Em 23 de janeiro de 2025, foi indicado ao prêmio de melhor curta-metragem em live action no 97º Oscar.

## Enredo
Quando o último guarda florestal restante da Reserva de Caça Amakhala , Cabo Oriental , África do Sul, apresenta ao jovem Litha as maravilhas de uma reserva de caça, eles são subitamente atacados por caçadores furtivos. Em meio à luta para proteger os rinocerontes, Litha descobre uma verdade horripilante.

## Elenco
- Avumile Qongqo como Khuselwa
- Liyabona Mroqoza como "Litha"
- Makhaola Ndebele como "Thabo"
- David S Lee como Robert
- Kamogelo Ndawo como "Older Litha"
- Waldemar Schultz como "Micky"
- Nompumelo Vanga como "Gogo"
- Sikhumbuzo Sibisis como "Jax"

## Lançamento
O filme competiu no Festival Internacional de Cinema de Cleveland em abril de 2024.
Foi exibido no Indy Shorts Film Festival em 23 de julho de 2024 na Nature & Conservation.
O filme foi exibido no Cordillera International Film Festival de 2024 em 27 de setembro de 2024 em Filmes no Estádio - Programa de Curtas #5 - Bloco Misto.
Foi também apresentado no Black Star International Film Festival em 18 de setembro de 2025.

## Prêmios e indicações
| Premiação                             | Data de cerimônia     | Categoria                                         | Recipiente(s)                          | Resultado | Ref.         |
| ------------------------------------- | --------------------- | ------------------------------------------------- | -------------------------------------- | --------- | ------------ |
| Cleveland International Film Festival | 13 de abril de 2024   | Melhor curta-metragem                             | The Last Ranger                        | Venceu    | [ 5 ]        |
| Cleveland International Film Festival | 13 de abril de 2024   | The Clover & Maggie Award: In Celebration of Life | Cindy Lee                              | Venceu    | [ 5 ]        |
| San Diego International Film Festival | 20 de outubro de 2024 | Melhor narrativa curta                            | David S Lee, Darwin Shaw, Will Hawkes  | Venceu    | [ 9 ]        |
| Oscar                                 | 2 de março de 2025    | Melhor curta-metragem em live action              | David Cutler-Kreutz, Sam Cutler-Kreutz | Pendente  | [ 3 ] [ 10 ] |